# Daniel Roche (Schauspieler)

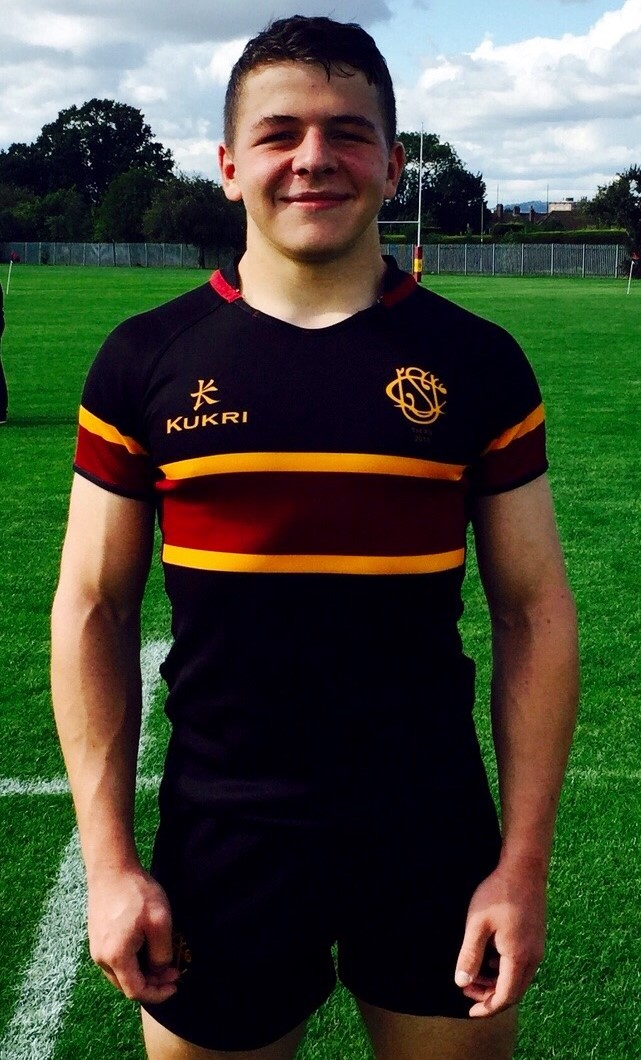
Daniel Roche

Daniel Peter Roche (* 14. Oktober 1999 in London) ist ein britischer Schauspieler.

## Leben und Karriere
Roche besuchte die Susi Earnshaw Theatre School in Barnet. Später erhielt er ein Stipendium für die University College School in Camden. 2018 begann er ein Studium am King’s College London, wo er Mitglied des Rugby-Teams war.
Er erlangte Bekanntheit durch seine Rolle als Ben Brockman in der BBC-Sitcom Outnumbered. Für diese Rolle wurde er 2009 bei den British Comedy Awards als bester männlicher Comedy-Newcomer nominiert. Außerdem spielte er 2010 in der Serie Just Williams. Für seine Rolle wurde mit dem Children's BAFTA für ausgezeichnet. Unter anderem trat er in der Serie Little Crackers auf. 2012 spielte Roche in Dani's House mit.

## Filmografie (Auswahl)
Serien
- 2006: Casualty
- 2007–2024: Outnumbered
- 2010: Just William
- 2010: Little Crackers
- 2012: Dani's House